# Cromartyshire
Cromartyshire (gaélico escocés: Siorrachd Chromba) era un condado del noroeste de Escocia, en sus Tierras Altas hasta el Decreto de Gobierno Local de 1889. Llevaba el nombre de su capital, Cromarty. 
Cromartyshire consistía de exclaves, con el más grande entre los condados de Ross-shire al sur y Caithness al norte. El puerto de Ullapool estaba en este exclave, al lado de la costa occidental. La capital del condado, y única burgh (villa), Cromarty, estaba al lado de la costa oriental, en la península de Black Isle. Los otros exclaves eran dispersados en Ross-shire.
En 1890, el condado fue unido con Ross-shire como el condado de Ross & Cromarty, pero las direcciones postales fueron cambiados a Ross-shire. En 1975, después del Decreto de Gobierno Local de 1973, Ross & Cromarty se cambió en un distrito del consejo de Highland, y la isla de Lewis fue dado al consejo nuevo de las Hébridas Exteriores. Ross & Cromarty fue disuelto en 1996 cuando Highland se cambió en una autoridad unitaria después del Decreto de Gobierno Local de 1994.

## Localidades anteriores
- Cromarty (capital y única Burgh (villa))
- Ullapool

- Datos: Q1140824
- Multimedia: Cromartyshire / Q1140824